# 高岡御車山会館
高岡御車山会館（たかおかみくるまやまかいかん、Takaoka Mikurumayama Museum）は、富山県高岡市守山町にある、重要無形民俗文化財、重要有形民俗文化財の両文化財指定並びに、ユネスコの無形文化遺産に登録された、高岡御車山祭にて曳き出す御車山と呼ばれる山車を展示し、祭礼及び山町の由緒と歴史を辿る山車会館で、山車7基の内の1基と、御車山会館の建設と合わせ展示用に制作された実物大のレプリカ 「平成の御車山」1基が常設展示されている。

## 概要
北陸新幹線の開業に合わせ2015年（平成27年）4月25日に開館した、鉄筋コンクリート造り2階建て一部3階建ての建物である。会館が建つ場所は、建物の規制がある国の重要伝統的建造物群保存地区（重伝建地区）山町筋にあるため、9mほどの高さがある山車を展示する御車山展示室は、規制の緩やかな奥まった場所にもうけ、正面入口側は山町筋に多く見られる土蔵造りの家屋を模したファサードとなっている。建物の裏側には、悪天候時でも屋内で山車の組立てが可能な山車搬入口がある。内部は有料と無料のゾーンからなる。

## 展示室

### 有料ゾーン

#### 御車山展示室
メインの円筒形の吹き抜け展示室には、高さ約10mの12面体ガラスケースに御車山全7基を4か月交代で1基と、実物大のレプリカ「平成の御車山」が通年展示されており、2階からは通常見ることの出来ない山車上部などが見ることができる。また、祭礼の歴史、行事内容の紹介、各山車の特徴や彫刻、彫金、漆工、染織など工芸品の紹介や、体の動きに合わせ車輪を動かせたり、山車のからくり人形を実際に動かしたり、御囃子に合わせ太鼓を叩いたり等の体験展示コーナー、企画展示コーナーも設けられている。また、233インチ大型4Kスクリーンシアター（42席）では、色々な視点から祭礼の様子を紹介している。

#### 土蔵棟
土蔵棟（山町文化展示「山町筋と土蔵」「山町と佐渡家」）は、会館建設予定地に残されていた高岡最古の町医者であった佐渡家から寄贈された「大の蔵（4間×3間）1825年（文政8年）築」と、「中の蔵（2間×3間）1695年（元禄8年）築」2棟を移築修繕した、いずれも江戸時代の内部が2層（2階）の蔵で、「中の蔵」は建築年代が分るものとしては県内最古といわれる土蔵である。これらの蔵は何度も火災に遭っており、その度に表面を削落とし上塗りしているため、壁の厚みが50cmと建築時の約2倍となっている。
大の蔵では佐渡家の紹介、佐渡家所蔵資料、所蔵品の展示、小の蔵では山町（山町筋）の歴史と文化などを紹介をしている。なお、建物裏側の山車搬入口横には、かつての佐渡家の家屋前面が再現されている。

### 無料ゾーン
7基のミニチュア御車山やレプリカのミニ車輪の展示、ミュージアムショップ、カフェ、高岡市の観光地案内などがある。

## 御車山祭
高岡御車山祭は、毎年5月1日に行われる高岡関野神社の春季例祭で、御車山と呼ばれる7基の曳山が囃子とともに山町筋を巡行する。4月30日には宵祭りが行われる。御車山は豊臣秀吉の御所車を前田利家に拝領、それを前田利長より山町に与えられ、各町が手を加え山車としたもので、7基が揃って巡行する姿は絢爛豪華であり、山町町衆のエネルギーを示すものといえる。「高岡御車山」7基は1960年（昭和35年）6月9日に重要有形民俗文化財、行事自体は「高岡御車山祭の御車山行事」として1979年（昭和54年）2月3日に重要無形民俗文化財に指定されている。同一の行事に関連して、国の重要有形民俗文化財および重要無形民俗文化財の両方に指定されているものは全国で5例のみで、高岡御車山祭はその内の1つである。また2016年（平成28年）12月1日にはユネスコの無形文化遺産に登録された。

## 沿革
高岡市は、毎年御車山祭前夜祭並びに本祭当日の4月30日と5月1日にしか見ることのできなかった7基の御車山を順次展示して、通年にわたり祭りの雰囲気を体感できる、街づくりの拠点となる施設を計画した。2009年（平成21年）に施設建設に向けて守山町と利屋町にまたがる敷地面積2051m2の候補地を決定。同年に建設計画策定委員会を組織して、実物の山車と新たに制作するレプリカの山車「平成の御車山」2基を展示する意向につき、高岡御車山保存会と協議をおこなった。保存会側は冬季間の組立場所の確保や展示中の山車のダメージの懸念などを指摘、実物の展示期間の合意には至らずにいた。2011年（平成23年）6月に、高岡市が国の歴史まちづくり法による歴史都市に認定されたのを受け、同年7月1日に組立場所の確保や維持管理への配慮などを市に求める条件で、交代での全7基の通年展示に努めることで合意した。市は保存会の意向を尊重し平成の御車山制作検討委員会を月内に設置、会館の基本設計などの協議に入ることとなった。
その後2013年（平成25年）10月に着工、2015年（平成27年）4月25日に開館した。総工費は約23億円である。開館に先立ち、2015年（平成27年）4月中旬には、最初の展示となる通町の山車が搬入されて組立てられた。
2015年（平成27年）11月14日には、佐渡家から寄贈され移築した土蔵2棟（山町文化展示「山町筋と土蔵」「山町と佐渡家」）の公開を始めた。
2016年（平成28年）9月11日には、来館者が10万人となった。
第47回富山県建築賞優秀賞を受賞。

## 平成の御車山
会館のもう一つの目玉である「平成の御車山」は、御車山会館の建設に合わせ、展示用に約400年の時を経て新たに5年掛け制作され、2018年（平成30年）4月30日よりお披露目された実物大のレプリカである。
山車の制作にあたっては7基の実物の山車の特徴を融合し、アレンジを加えつつ、車輪は4輪とし鉾留や本座人形、幔幕などのデザインについても話が進められた。製作総費用は2億2千万～5千万と試算され、高岡市は製作費の内1億円を目標に、企業や個人より寄付を募集することとなった。2012年（平成24年）2月までに全体デザイン案を複数作成し同年夏には決定の予定をし、2012年（平成24年）3月には山車の基本デザイン3案が示され、3月15日から4月15日まで高岡市役所、高岡駅など市内28ヶ所で、また郵送やFAX、メールで意見を募集し、結果を踏まえ協議の上デザインを決定し同年5月1日の祭礼当日正式発表された。
決定した基本デザインは、鉾留は鳳凰、本座人形は前田利長と正室の永姫、相座人形が実の娘である満姫、幔幕は前後左右の4面で高岡古城公園の四季を表現することとなった。なおこの山車のテーマは「平和な時代　豊かなまち高岡を象徴する　前田利長公の家族」とし、サブテーマは「家族の絆」で、今後細部の装飾やデザインの詳細を詰めて行くこととなった。
山車は2018年（平成30年）3月末に完成し、翌月4月30日にお披露目され、通年展示されている。製作費は約2億8千万円、その内約8千5百万円は企業や一般市民からの寄付で賄われた。なお完成までは、これまで年度ごとに予算を組みそれぞれの部材を制作しており、順次仕上がった鉾留（鳳凰）、車輪、車軸、轅、本座人形（前田利長と永姫）、相座人形（満姫）、高欄、幔幕などの部材を、会館で随時展示してきた。同年10月14日には、完成後初めての試し曳きを、会館付近の市道で行った。
平成の御車山 - 高さ 約7.8m、長さ 約5.9m、幅 約3m、重さ 約2.6t
- 鉾留: 鳳凰 – 高さ: 2.15m、重さ: 150Kg
  - 黄金に輝く鳳凰はキリとヒノキで作られ、漆塗を施し2,100枚の金箔を張り彩られている。足元には、中国では鳳凰が住む樹とされる、梧桐の葉と花の彫刻があしらわれている[20][21]。南砺市の井波彫刻の彫師8人が1年を費やし制作した[22]。
- 本座人形: 前田利長と永姫
  - 前田利長は高さ135cm、永姫は高さ120cm（いずれも座位）。
  - 衣装は西陣織で制作し、利長が衣冠束帯姿、永姫は小袖の上に打掛を羽織っている。
- 相座人形: 満姫（利長の実の娘）
  - 扇子を持って踊る高さ100cmのからくり人形で、9代目玉屋庄兵衛の指導の下、南砺市の井波彫刻の彫師が制作した。またほぼ同じ型の試作品が、井波彫刻総合会館にて展示される[23]。衣装は小袖姿である。
- 高欄・後屛: 鳳凰や龍、四季の植物の彫刻が施された井波彫刻の作[24]
- 幔幕: 高岡古城公園の四季
- 標旗（名）: 平成乃御車山
  - 棹の長さは約3.6mで、高岡漆器による青貝塗りである。
- 車輪: 4輪で、直径は約1.6m
  - 大八車（外車）様式の漆塗りの輻車に、植物や蝶の彫金があしらわれている。

## 施設情報
開館時間9時 - 17時 入館は16時30分まで
休館日火曜日（火曜日が祝日の場合は翌平日）、年末年始

## アクセス
- 万葉線 末広町停留場下車 徒歩約8分
- 加越能バス 木舟町下車 徒歩約3分
- あいの風とやま鉄道 高岡駅より 徒歩約12分

## その他
- 2017年（平成29年）5月27日に天皇・皇后が来県の際、御車山会館を視察した[1]。